# جون ري وود
جون ري وود (بالإنجليزية: June Rae Wood)‏ (1946، فرسايليس في الولايات المتحدة)؛ كاتِبة مُتخصِّصة في أدب الأطفال وروائية أمريكية.